# Rachael Taylor (Ruderin)
Rachael Taylor (* 6. Mai 1976 in Ballarat) ist eine ehemalige australische Ruderin.
Ihr größter Erfolg ist der Gewinn der Silbermedaille bei den Olympischen Sommerspielen 2000 im Rudern. Zusammen mit Kate Slatter musste sie im Zweier ohne Steuerfrau nur sich dem rumänischen Team mit Georgeta Damian und Doina Ignat geschlagen geben. Weitere Erfolge waren ein zweiter Platz im Achter der Frauen bei den Ruder-Weltmeisterschaften 2002 und ein dritter Platz bei den Ruder-Weltmeisterschaften 1999 im Zweier ohne Steuerfrau. In den Jahren 1997 und 1998 gelangen ihr Finalteilnahmen bei Ruder-Weltmeisterschaften.